# 阿奇博尔德·麦金农
阿奇博尔德·麦金农（英語：Archibald MacKinnon，1937年1月13日—），加拿大男子赛艇运动员。他曾代表加拿大参加1956年和1960年夏季奥林匹克运动会赛艇比赛，获得一枚金牌和一枚银牌。